# Gli specialisti (serie televisiva 1997)
Gli specialisti (Soldier of Fortune, Inc. nella prima stagione inedita in Italia; SOF: Special Ops Force nella seconda stagione) è una serie televisiva statunitense in 37 episodi trasmessi per la prima volta nel corso di 2 stagioni dal 1997 al 1999.

## Trama
Una squadra d'élite, composta per lo più da ex militari, esegue missioni "non ufficiali" per il governo federale degli Stati Uniti d'America. Durante la prima stagione, la squadra tratta con terroristi e signori della droga, e spesso negli episodi sono affrontati temi quali il patriottismo e di sacrificio.
Nella seconda stagione la serie viene rinominata SOF: Special Ops Force. Réal Andrews e Mark Sheppard lasciano il cast. Dennis Rodman e David Eigenberg prendono il loro posto, ma lo spettacolo non ottiene gli ascolti sperati e la serie viene cancellata al termine della stagione. 

## Personaggi
- Benny Ray Riddle (36 episodi, 1997-1999), interpretato da	Tim Abell.
È un tiratore scelto.
- Christopher 'C.J.' Yates (20 episodi, 1997-1998), interpretato da	Mark Sheppard.
- Margo Vincent (11 episodi, 1997-1999), interpretata da	Melinda Clarke.
È una ex spia della CIA.
- maggiore Matthew Quentin Shepherd (10 episodi, 1997-1999), interpretato da	Brad Johnson.
È il capo del team nella prima stagione, ha diversi uomini al suo comando
- Xavier Trout (8 episodi, 1997-1999), interpretato da	David Selby.
È esperto nelle trattative con i terroristi.
- Jason 'Chance' Walker (7 episodi, 1997), interpretato da	Réal Andrews.
- Debbie (7 episodi, 1998-1999), interpretata da	Julie Nathanson.
- Ricardo 'Rico' Valesquez (4 episodi, 1997-1999), interpretato da	Billy Gallo.
- Nick Delvecchio (3 episodi, 1998-1999), interpretato da	David Eigenberg.
È un esperto di travestimenti.
- generale Livingstone (3 episodi, 1997-1999), interpretato da	Eric Lawson.
- Katrina Herrera (3 episodi, 1998-1999), interpretata da	Ruth Livier.
- Deke Reynolds (2 episodi, 1998-1999), interpretato da	Dennis Rodman.
È esperto nell'assemblaggio di armi.
- Eugene Hackin (2 episodi, 1997-1999), interpretato da	Judson Mills.
- colonnello Iraqi (2 episodi, 1997-1998), interpretato da	Roy Kerry.
- David Drummer (2 episodi, 1997-1998), interpretato da	Marshall R. Teague.
- Belac (2 episodi, 1998-1999), interpretato da	Rick Cramer.
- Braddock (2 episodi, 1998-1999), interpretato da	Michael Scherer.
- Chava Herrera (2 episodi, 1998), interpretato da	Orestes Matacena.
- Hector (2 episodi, 1998), interpretato da	Emilio Rivera.
- tenente Grace (2 episodi, 1998), interpretata da	Donna W. Scott.
- Valdamir Podmolik (2 episodi, 1998), interpretato da	John J. Vogel.

## Produzione
La serie, ideata da Dan Gordon, fu prodotta da Jerry Bruckheimer Films e SOF Productions e girata a Montréal e a Valencia in California. Le musiche furono composte da Lee Curreri.

### Registi
Tra i registi della serie sono accreditati:
- Peter Bloomfield (11 episodi, 1997-1999)
- Jason Bloom (6 episodi, 1998-1999)
- Robert Radler (4 episodi, 1997-1998)
- Greg Yaitanes (3 episodi, 1997-1998)
- Reynaldo Villalobos (3 episodi, 1998-1999)
- Oscar L. Costo (2 episodi, 1997-1998)
- Steve Yaconelli (2 episodi, 1999)

## Distribuzione
La serie fu trasmessa negli Stati Uniti dal 1997 al 1999 in syndication. In Italia è stata trasmessa solo la seconda stagione su Italia 1 con il titolo Gli specialisti.
Alcune delle uscite internazionali sono state:
- negli Stati Uniti il 22 settembre 1997 (Soldier of Fortune, Inc. e SOF: Special Ops Force)
- in Svezia il 27 gennaio 1998
- in Canada il 26 settembre 1998
- in Romania il 21 gennaio 1999
- in Israele il 5 marzo 2000
- in Italia il 7 luglio 2000 (Gli specialisti)
- in Francia il 21 dicembre 2000 (Spécial O.P.S. Force)
- in Ungheria il 12 giugno 2002 (Különleges kommandó)
- in Germania (Die Schattenkrieger)
- in Finlandia (S.O.F. - Vainukoirat)

## Episodi
| Stagione         | Episodi | Prima TV USA | Prima TV Italia |
| ---------------- | ------- | ------------ | --------------- |
| Prima stagione   | 20      | 1997-1998    |                 |
| Seconda stagione | 17      | 1998-1999    |                 |